# Little Tokyo Historic District

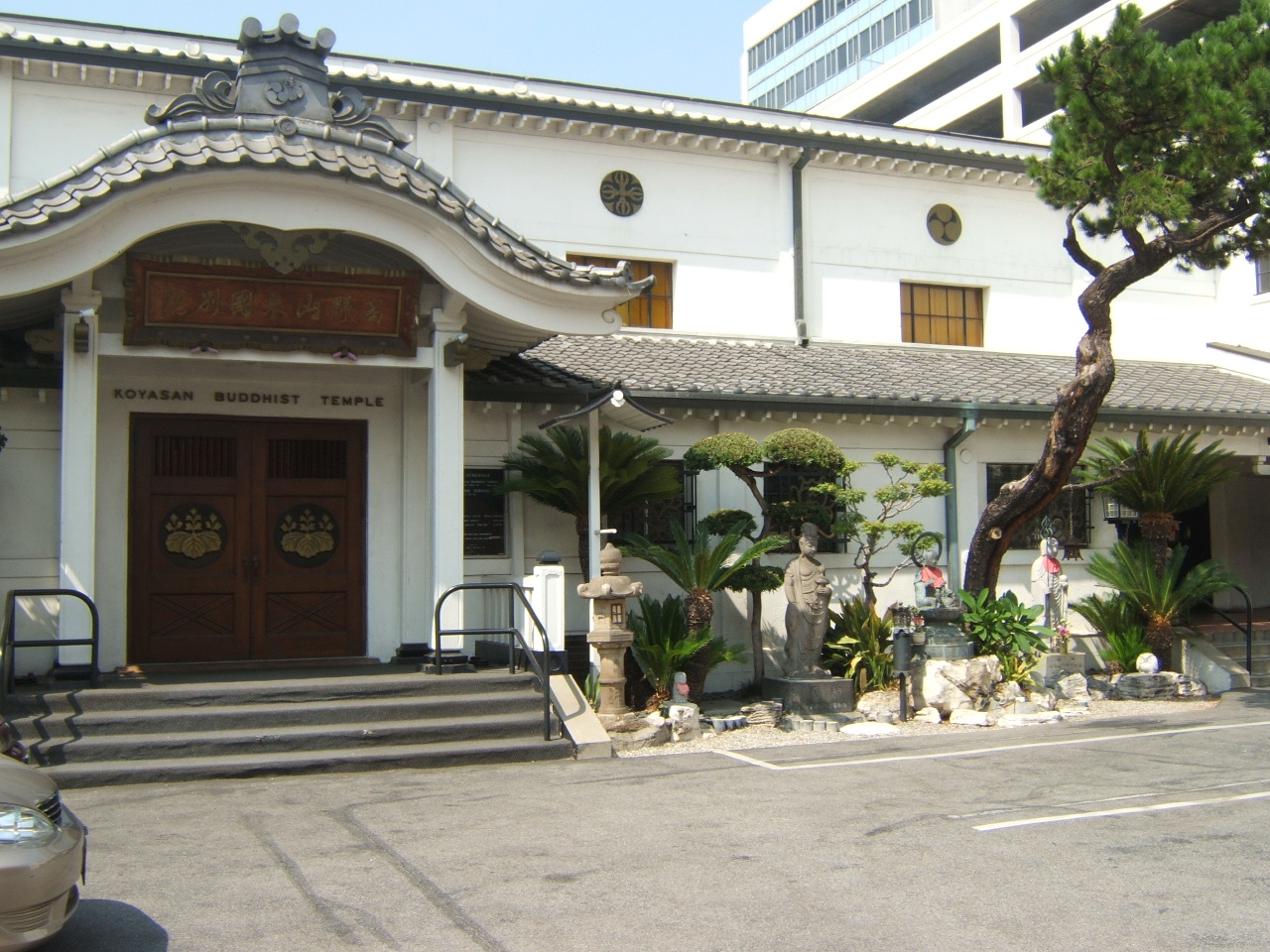
Buddhistischer Tempel in Little Tokyo

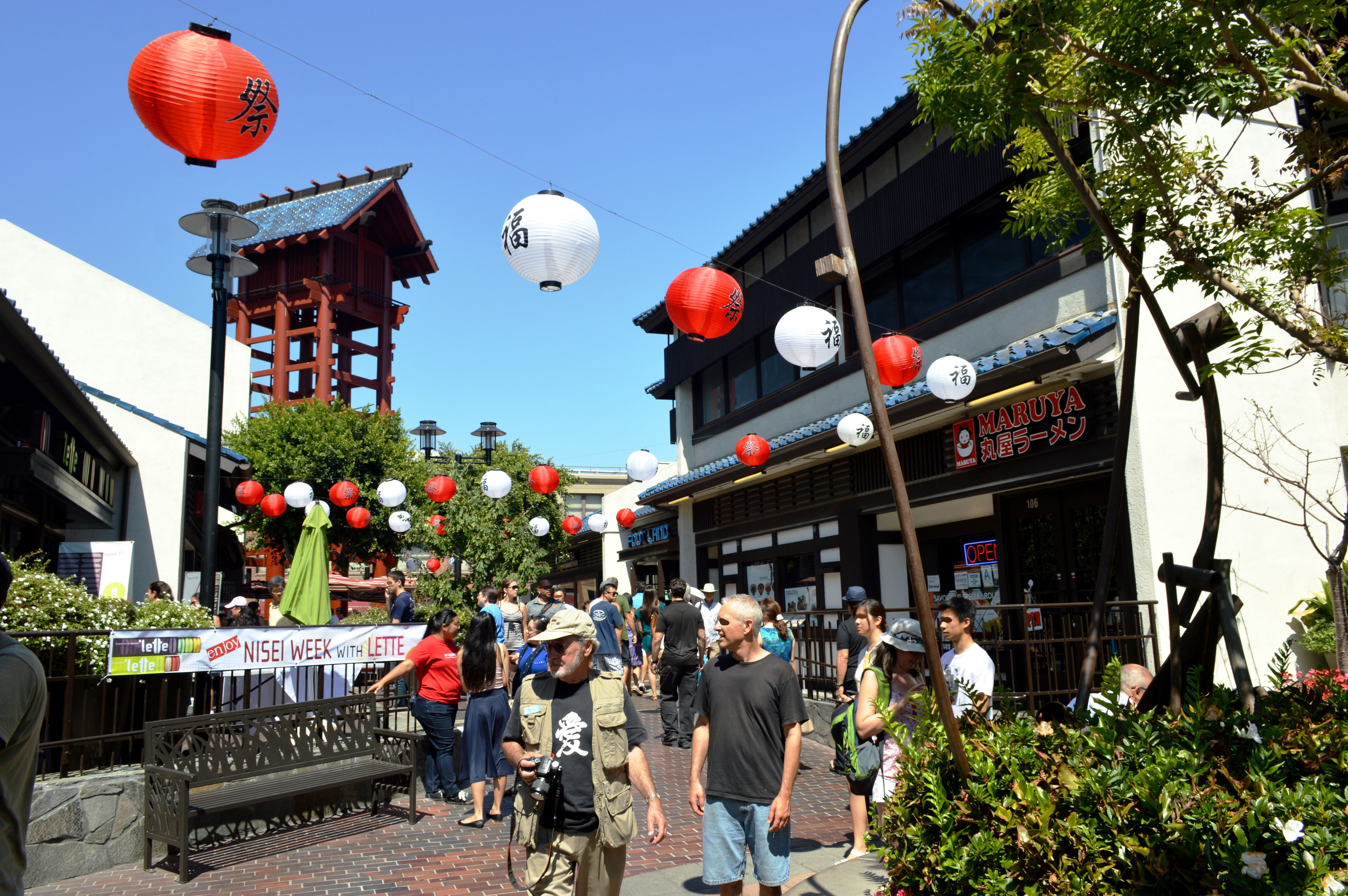
Nisei Week, ein Kulturfest zur Würdigung japanisch-amerikanischer Geschichte

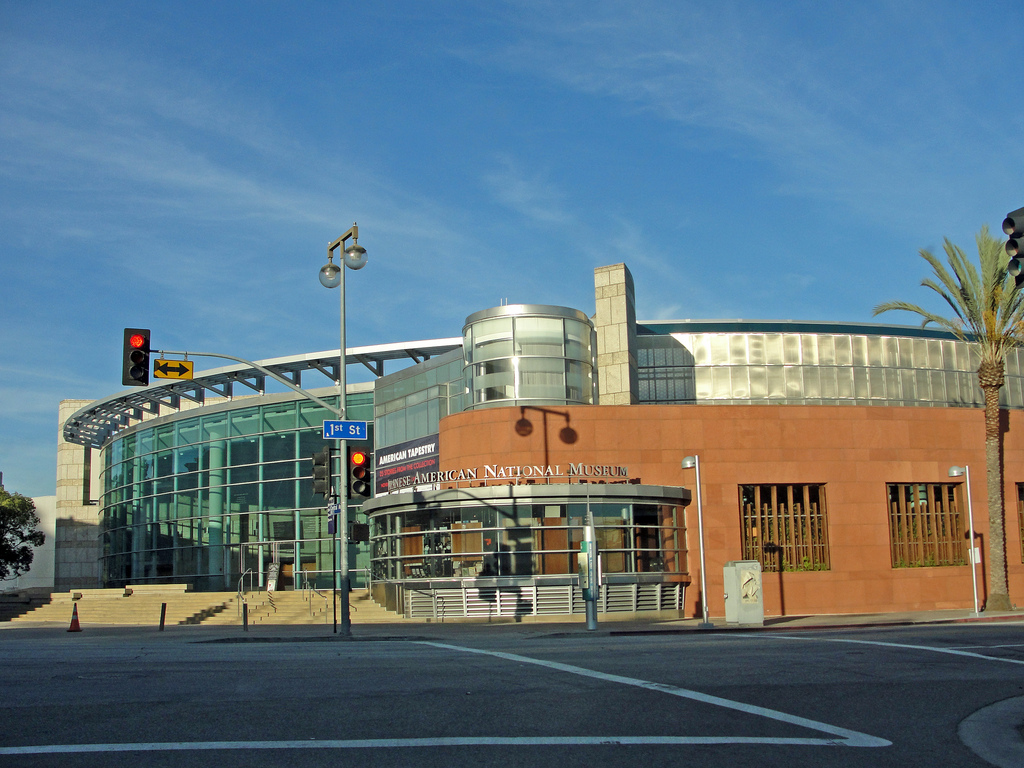
Japanese American National Museum

Little Tokyo (auch Sho-Tokyo, Lil' Tokyo, Japantown oder J-Town) ist ein Stadtteil in Los Angeles mit etwa 30.000 Einwohnern (Stand 2006). Obwohl japanische Immigranten schon ab 1860 sich dort niederließen, entstand Japantown erst nach dem Erdbeben von San Francisco 1906. Die Japaner begannen dort Geschäfte und Schreine im japanischen Stil zu bauen, wobei der Name Japantown oder Nihonmachi entstand. Der Stadtteil wurde nach dem Immigration Act of 1924 offiziell gegründet und ist das kulturelle Zentrum der japanischstämmigen Bevölkerung im südlichen Kalifornien. Der Stadtteil veränderte sich in einem Programm zur kommerziellen Weiterentwicklung in den 1960er und 1970er Jahren. Die Japantown wurde am 22. August 1986 als Historic District in das National Register of Historic Places eingetragen. Am 12. Juni 1995 wurde der Little Tokyo Historic District als National Historic Landmark anerkannt.
Sehenswürdigkeiten sind das Japanese American National Museum (mit einer Ausstellung über die Geschichte und Kultur der japanischen Einwanderer), das Museum of Contemporary Art (mit einer Sammlung von Gemälden und Skulpturen bekannter Künstler), das David Henry Hwang Theater und weitere traditionelle japanische Theater. Das Japanese American Cultural and Community Center arbeitet die im 20. Jahrhundert entstandenen Ressentiments der beiden Völker auf.
Im Stadtteil steht auch ein Monument für den japanischstämmigen Astronauten Ellison Shoji Onizuka, der 1986 bei der Challenger-Katastrophe ums Leben kam. Das Go For Broke Monument erinnert an die im Zweiten Weltkrieg gefallenen US-Amerikaner japanischer Abstammung.
Im Viertel gibt es zahlreiche japanische Läden, Sushi-Bars und japanische Gärten. Die alten Häuser aus der Gründungszeit passen gut in das Stadtbild von heute. Wichtige Veranstaltungen während der Nisei Week, einem jährlichen Festival japanischstämmiger Kultur und Geschichte im August, sind die Grand Parade und das Tofu Festival.